# Yuki Yamasaki
Yuki Yamasaki (山﨑 有紀, Yamasaki Yuki; * 6. Juni 1995 in der Präfektur Nagasaki) ist eine japanische Leichtathletin, die sich auf den Siebenkampf spezialisiert hat.

## Sportliche Laufbahn
Ihren ersten internationalen Wettkampf bestritt Yuki Yamasaki bei den Asienspielen 2018 in Jakarta, bei denen sie mit neuer Bestleistung von 5873 Punkten die Bronzemedaille im Siebenkampf hinter der Inderin Swapna Barman und der Chinesin Wang Qingling gewann. Im Jahr darauf wurde sie bei den Asienmeisterschaften in Doha mit 5753 Punkten Vierte und 2023 gewanns ie bei den Hallenasienmeisterschaften in Astana mit 4078 Punkten die Bronzemedaille im Fünfkampf hinter der Usbekin Yekaterina Voronina und Swapna Barman aus Indien. Auch bei den Freiluftmeisterschaften im Juli in Bangkok gewann sie mit 5696 Punkten hinter diesen beiden Athletinnen die Bronzemedaille im Siebenkampf. Im Oktober belegte sie bei den Asienspielen in Hangzhou mit 5616 Punkten den fünften Platz.
In den Jahren von 2018 bis 2021 und 2023 wurde Yamasaki japanische Meisterin im Siebenkampf. Sie absolvierte ein Wirtschaftsstudium an der Kyūshū Kyōritsu Daigaku (engl. "Kyushu Kyoritsu University") in Kitakyūshū.

## Persönliche Bestleistungen
- Siebenkampf: 5934 Punkte, 18. Juli 2021 in Kitakyūshū
  - Fünfkampf (Halle): 4078 Punkten, 10. Februar 2023 in Astana